# Формула Сантало
Формула Сантало́ — следствие теоремы Лиувилля о сохранении фазового объёма применяемая для интегрирования функций заданных на расслоении единичных сфер риманова многообразия.
А именно она даёт возможность сначала интегрировать по каждой геодезической отдельно, а затем по пространству всех геодезических.
Этот инструмент используется при доказательстве изопериметрических неравенств, а также  результатов жёсткости.
Формула названа в честь Луиса Сантало, который доказал её в 1952 году.

## Формулировка
Пусть {\displaystyle (M,g)} — компактное, ориентированное риманово многообразие с краем {\displaystyle \partial M}.
Предположим, что длины геодезических в {\displaystyle M} ограничены, то есть любая геодезическая выходит на границу за определённое время.
Пусть {\displaystyle \varphi _{t}\colon SM\to SM} обозначает геодезический поток на расслоении единичных сфер {\displaystyle SM}.
Тогда
{\displaystyle \ \int \limits _{v\in SM}f(v)\cdot \mu =\int \limits _{w\in S_{+}\partial M}\left[\int \limits _{0}^{\tau (w)}f(\varphi _{t}(w))\cdot dt\right]\cdot \cos \theta (w)\cdot \sigma }
для любой интегрируемой функции {\displaystyle f} на {\displaystyle SM}.
При этом мы предполагаем, что
- {\displaystyle \theta (w)} — угол между {\displaystyle w} и направленной внутрь нормалью к {\displaystyle \partial M} в базовой точке вектора  {\displaystyle w\in S_{+}\partial M} то есть вектора с базовой точкой на границе {\displaystyle \partial M} направленного внутрь {\displaystyle M}.
- {\displaystyle \mu } а также {\displaystyle \sigma } являются римановыми формами объема относительно метрики Сасаки на {\displaystyle SM} и {\displaystyle S_{+}\partial M}.
- {\displaystyle \tau (w)} обозначает время выхода геодезической с начальными условиями {\displaystyle w\in S_{+}\partial M}; то есть
{\displaystyle \tau (w)=\sup\{t\geq 0:\forall s\in [0,t]:~\varphi _{s}(x,v)\in SM\}}